# Takeláž

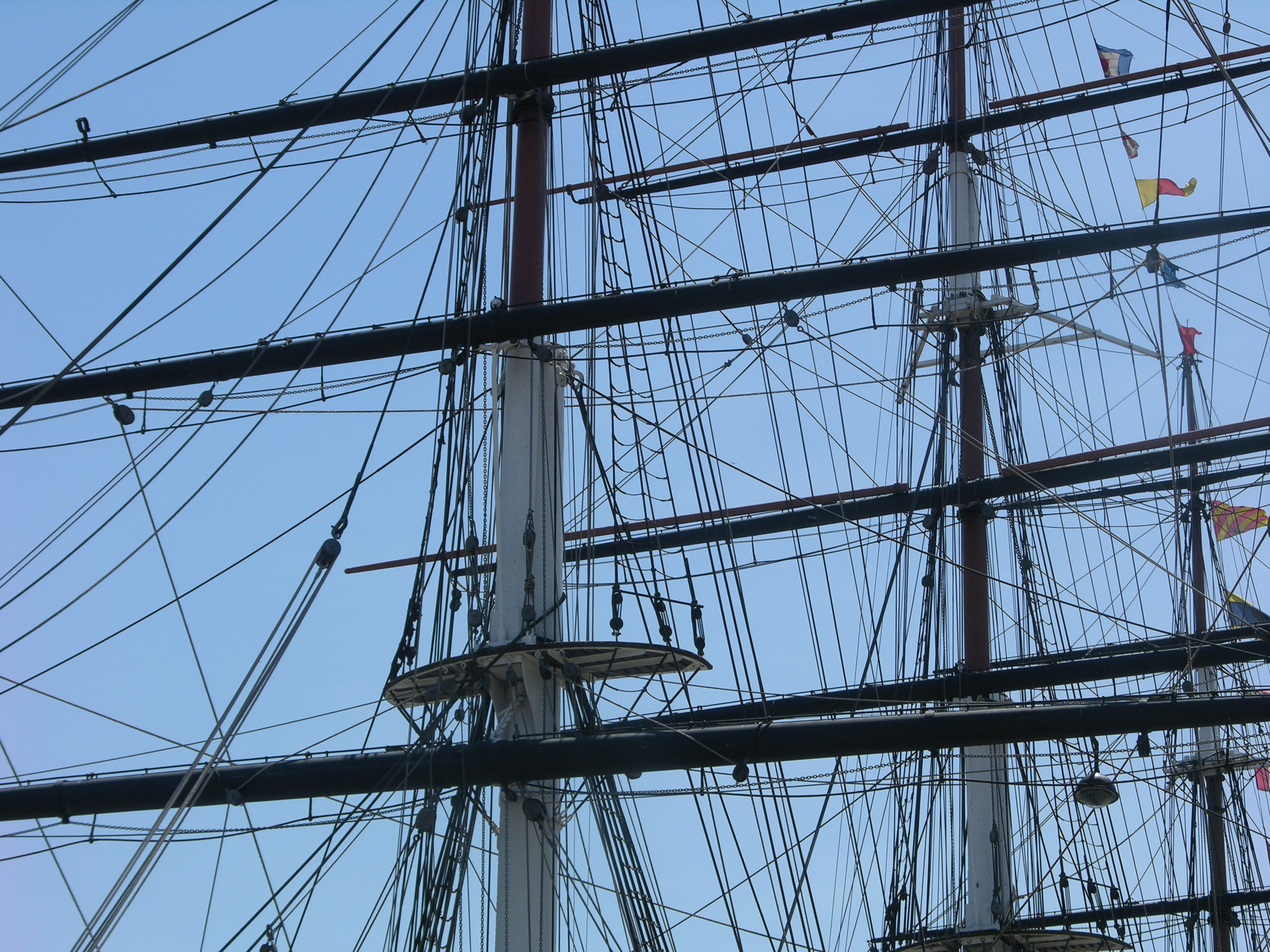
Takeláž lodi Cutty Sark

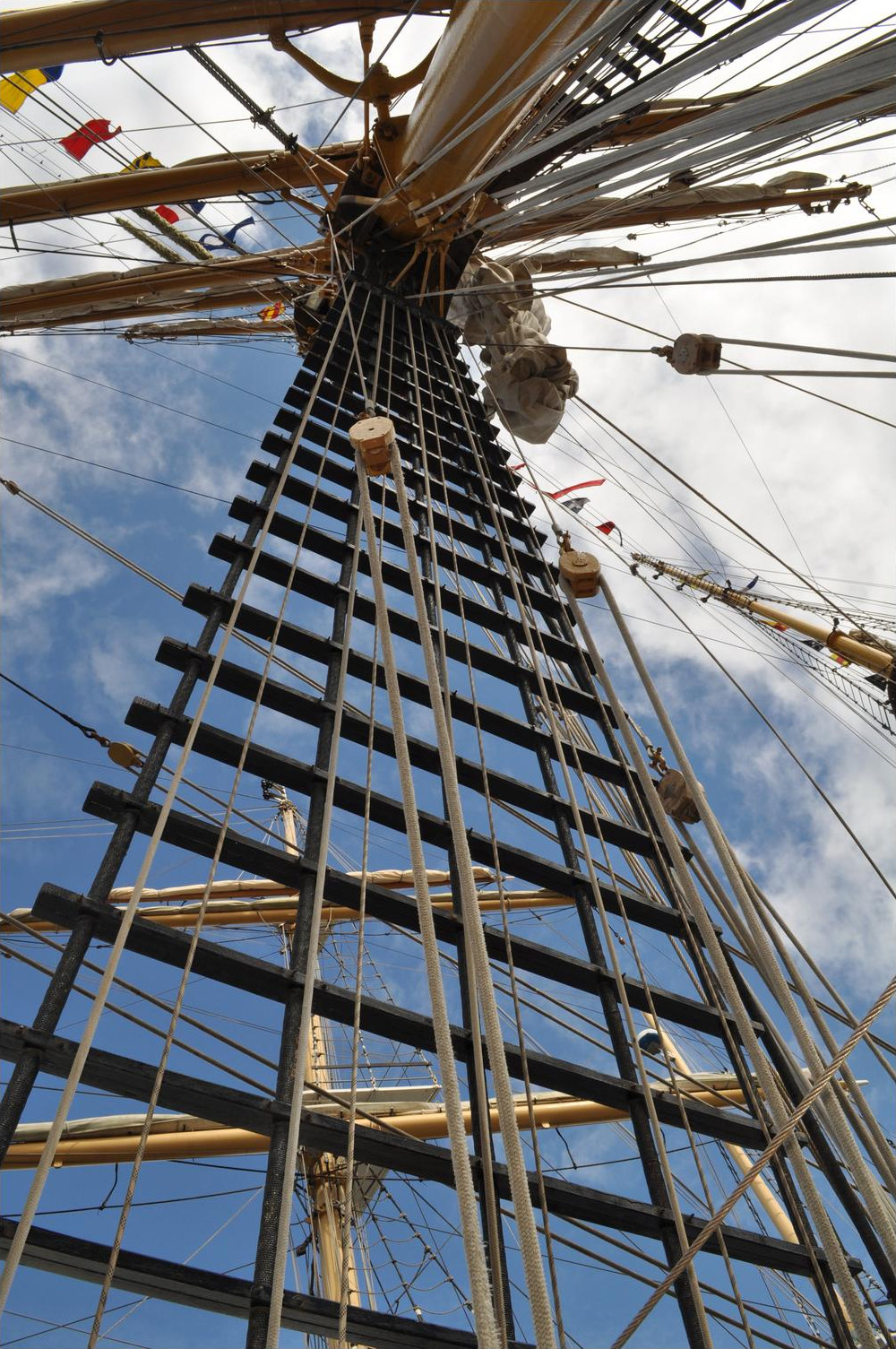
Takeláž

Takeláž je soustava vybavení plachetnice, která slouží k přenosu síly větru na trup plavidla a její přeměnu v pohyb vpřed. Zpravidla se skládá ze stěžňů, ráhen, plachet, lanoví a příslušenství pro manipulaci s oplachtěním.

## Stěžně
Stěžně jsou základním prvkem takeláže. Skládají se z několika částí. Spodní část zasazená v trupu se nazývá peň. Další části (obvykle 1 až 2) připevněné k peni se nazývají čnělky. Mezi stěžně patří i čelen, který je šikmo zasazen do přídě lodi. I čelen může mít čnělky. Stěžeň je na lodi stabilizován soustavou lan – stěhů, úpon a pardun.

## Ráhna

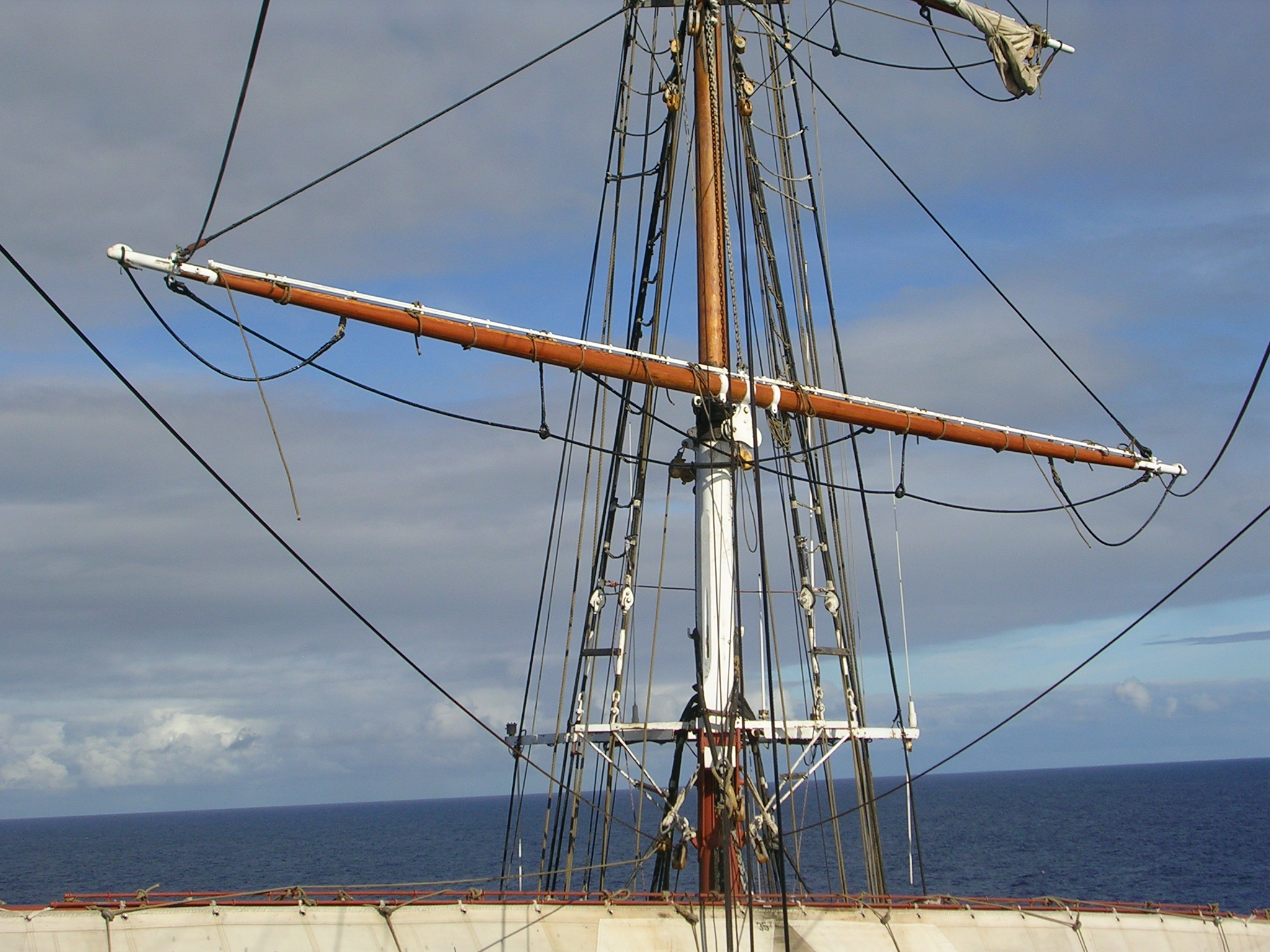
Brámové ráhno bez plachty

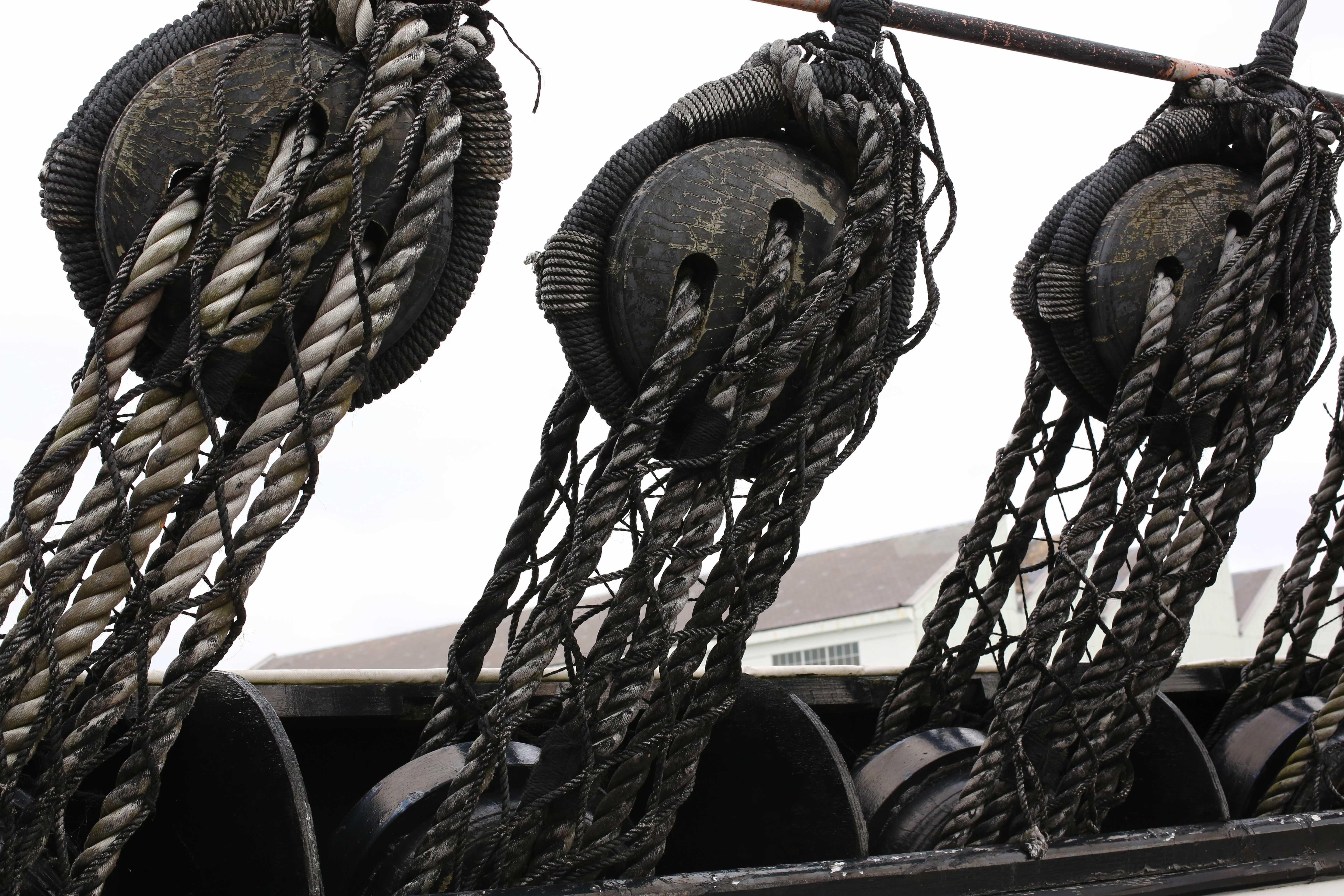

Ráhna jsou upevněna na stěžních a nesou plachty.

## Plachty
Mezi typy plachet patří např. příčná plachta, vratiplachta, či latinská plachta.
Více informací najdete pod heslem Plachta a v Kategorie:Lodní plachty.

Příčná plachta
Vratiplachta
Latinská plachta
Lugrová plachta

## Lanoví

Stěžeň s úponami:
1. Peň
2. Košová čnělka
3. Brámová čnělka
4. Úpony
5. Košové úpony
6. Brámové úpony

Lodní lanoví se dělí na pevné a pohyblivé. Do pevného spadají lana držící stěžeň. Do pohyblivého lanoví patří lana určená k ovládání ráhen a plachet.

### Pevné lanoví
Lana, která drží stěžeň, se nazývají stěhy, úpony a zadní stěhy (parduny). Stěhy drží stěžeň směrem k přídi a zároveň nesou plachty – stěhovky. Úpony drží stěžeň směrem k bokům lodi a částečně k zádi a zároveň slouží jako provazové žebříky. Parduny drží čnělky stěžně směrem k zádi. Boční stěhy u starších plachetnic přidržují košovou čnělku k boku lodi.

### Pohyblivé lanoví
K ovládání ráhen slouží:
- ráhnové otěže (neodborně nazývané zvratičky)
- zdviže
- topenanty / závěsníky

K ovládání ráhnových plachet slouží:
- šoty (ve starší češtině škoty), lana napínající dolní rohy plachet
- rohové kasouny (též nazývané gejtavy), lana přitahující dolní rohy vzhůru k ráhnu
- kasouny, lana přitahující dolní a boční lem plachty vzhůru k ráhnu
- buliny, lana napínající boční lem plachty dopředu při plavbě ostře na vítr

K ovládání podélných plachet, tj. kosatek a stěhovek slouží:
- zdviže
- spouště
- šoty

Další podélné plachty jsou vratiplachty, které jsou dvojího typu: s pevným vratiráhnem, kde je horní lem plachty buďto připevněn nebo vytahován na pohyblivých jezdcích, nebo s pohyblivým vratiráhnem, kde je vzhůru na stěžeň vytaženo vratiráhno s připevněnou plachtou. Pevné vratiráhno mají větší plachetnice, obvykle ráhnové, pohyblivé menší typy plachetnic.

Stěh
Zadní stěh (parduna)
Ráhnové otěže (zvratičky)